# Monika Midriaková
Monika Omerzu Midriaková (* 19. řijna 1990, Martin) je slovenská hudebnice, skladatelka filmové hudby a střihačka žijící v Praze.

## Život
V osmnácti letech začala studovat střihovou skladbu na FAMU. Žije a spolupracuje s režisérem slovinského původu Olmem Omerzu, za kterého je provdaná.

## Tvorba
Hudební tvorbu zahájila hostováním na koncertech skupiny Midi Lidi, později se začala profilovat s vlastní autorskou hudbou, nejprve pod jménem Monikino kino (společně s Petrem Markem), pozděj s projektem Léto s Monikou. V průběhu kariéry se začala profilovat jako autorka filmové a scénické hudby. V roce 2018 byla nominována na Českého lva za soundtrack k filmu Olma Omerzu Všechno bude (2018), který složila společně se Šimonem Holým. Později realizovala i soundtrack k filmu Atlas ptáků, společně a Aid Kid spolupracovala také na soundtracku k oceňovanému filmu Přišla v noci (2023).

## Diskografie
- 2011 – Operace Kindigo (Midi Lidi) – spolupráce
- 2014 – Prázdniny (Monikino kino)
- 2015 – Rodinný film (soundtrack)
- 2018 – Léto s Monikou (EP)
- 2018 – Všechno bude (soundtrack, společně se Šimonem Holým)
- 2021 – Atlas ptáků (sountrack)
- 2023 – Přišla v noci (soundtrack)